# Sainte-Marie-d'Alvey
Sainte-Marie-d'Alvey là một xã thuộc tỉnh Savoie trong vùng Auvergne-Rhône-Alpes ở đông nam nước Pháp.